# 糸島市コミュニティバス

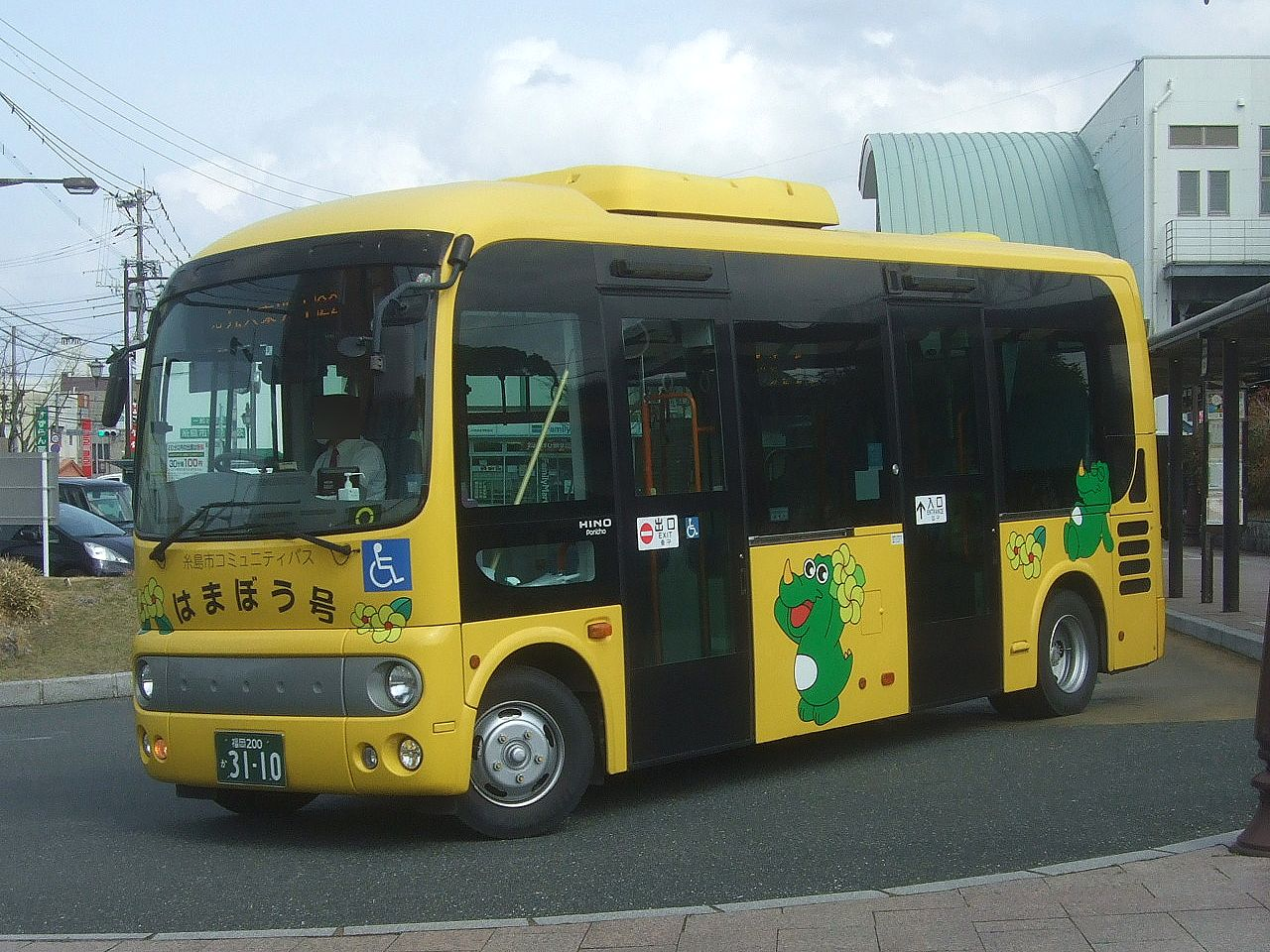
車両

糸島市コミュニティバス（いとしましコミュニティバス）は、福岡県糸島市が昭和自動車（昭和バス）に委託して運行しているコミュニティバスである。
「はまぼう号」の愛称が付けられている。

## 概要
2010年に糸島市が発足した際、前原市が運行していたコミュニティバスを引き継いで運行している。
筑前前原駅を中心にした運行体系となっており、かつて昭和バスが運行していた旧前原市域南部の山間部の長糸・雷山、瑞梅寺、川原地域から市街地へ南北に伸びる路線が運行されている。糸島市発足時に前原市と合併した志摩町・二丈町はコミュニティバスを運行していなかったが、現在は筑前前原駅と旧志摩町・旧二丈町中心部を結ぶ路線も運行されている。九州大学伊都キャンパスと筑前前原駅を結ぶ路線も存在したが、伊都キャンパスの完成に合わせて車両の大型化を行い、昭和バスの自社路線となった。
2024年4月より、市内を運行する昭和バスと共通の行先番号が設定された。

## 運行路線
前原北原線
- [30] 前原駅北口 - 糸島市役所前 - 前原 - 伊都文化会館前 - 糸島高校前駅北口 - 高田 - 周船寺駅 - 北原 - 九大学研都市駅

川原線
- [31] 前原駅北口 - 糸島市役所前 - 前原 - 伊都文化会館前 - 糸島高校前駅北口 - 高田 - 周船寺駅 - 筑前高校入口 - 高祖 -【伊都国歴史博物館】- 王丸 - 川原 - 雷山の森
- [31K] 九大学研都市駅 - 北原 - 周船寺駅 - 筑前高校入口 - 高祖 -【伊都国歴史博物館】- 王丸 - 川原 - 雷山の森
  - 伊都国歴史博物館は平日の7時半以前の便と16時以降の便、および土日祝の最終便は通過。

井原山線
- [32G] 前原駅北口 - 丸田池公園前 - 前原 - 伊都文化会館前 - 波多江駅西 - JA伊都菜彩前 - 前原東中前 - 曽根グラウンド - 前原東中前 - 伊都国歴史博物館 - 瑞梅寺 - 辰ヶ橋 - 井原山入口
  - 平日の下り便は辰ヶ橋止まり。平日日中はチョイソコよかまちみらい号（オンデマンドバス）が運行。

曽根線（波多江経由・有田経由）
- [33G] 前原駅北口 - 丸田池公園前 - 前原 - 伊都文化会館前 - 波多江駅西 -【健康福祉センター前】- JA伊都菜彩前 - 前原東中前 - 曽根グラウンド
- [33G] 波多江駅 - 波多江駅西 - JA伊都菜彩前 - 前原東中前 - 曽根グラウンド
  - 波多江経由。平日下り1便・土日祝往復2便のみ健康福祉センターを経由する。
  - 波多江駅発着便は平日のみ運行。
- [34G] 前原駅南口 - 県営有田団地前 - 有田 -【糸島市運動公園】- 前原東中前 - 曽根グラウンド
  - 有田経由。土日祝のみ糸島市運動公園を経由する。

雷山線
- [35] 前原駅南口 - 県営有田団地前 - 有田 - 雷山小学校前 - 雷山入口 - 雷山観音前
- [35] 雷山入口 → 雷山小学校前 → 有田 → 前原中学校前 → 前原駅南口（上り最終便のみ）
- [35G] 前原駅南口 - 県営有田団地前 - 有田 -【糸島市運動公園】- 前原東中前 - 曽根グラウンド - 前原東中前 - 雷山小学校前 - 雷山入口 - 雷山観音前
  - 曽根グラウンド経由。土日祝のみ糸島市運動公園を経由する。
  - 平日の下り便および土日祝の下り最終便は雷山入口止まりとなる。平日日中はチョイソコよかまちみらい号（オンデマンドバス）が運行。

白糸線
- [36] 伊都文化会館前 - 前原 - 丸田池公園前 - 前原駅南口 - 南風台中央 - 多久 - 真方 -（瀬戸）- 長糸支所 - 長野 - 白糸
- [36M] 前原駅南口 → 南風台中央 → 美咲ヶ丘駅 → 多久 → 真方 → 長糸支所 → 長野 → 白糸
- [36I] 白糸 → 長野 → 長糸支所 → 半導体センター前 → 産業団地 → 南風台中央 → 前原駅南口
  - [36M][36I]は平日のみ運行。約半数が長野発着となる。
  - 2025年8月1日のダイヤ改正で平日朝夕のみ実証的に瀬戸地区への乗り入れを開始。

産業団地線
- [37I] 前原駅南口 → 南風台中央 → 半導体センター前 → 産業団地 → 南風台中央 → 前原駅南口
  - 平日朝のみ運行。

初深江線
- [38][38A] 交流プラザ志摩館前 - 【イオン志摩店】 - 加布羅 -【前原 - 伊都文化会館】- 前原駅北口 - 糸島市役所前 - 加布里駅前 - 一貴山駅入口 - 浜窪 - 筑前深江駅前 - 交流プラザ二丈館前 - 波呂 - 一貴山駅入口 - 加布里駅前 - 糸島市役所前 - 前原駅北口-【伊都文化会館 - 前原】- 加布羅 - イオン志摩店 - 流プラザ志摩館前
  - [38]は浜窪先回り、[38A]は波呂先回り。
  - 始発の深江方面行きはイオン志摩店を通過する。始発・最終の深江方面行きおよび最終の志摩行きは、前原・伊都文化会館を通過する。

篠原線
- 前原駅南口 - 南風台東 - 篠原 - 糸島高校前駅南口 - 健康福祉センター前 - 波多江駅西 - 波多江駅
  - 土日祝のみ運行。行先番号は設定されていない。
  - 平日日中はチョイソコよかまちみらい号（オンデマンドバス）が運行。

## 運賃
1乗車一律200円。小学生・幼児・障がい者は半額。1歳未満の乳児は無料。
交通系ICカードは利用できないがPayPayが利用可能。

## 車両
小型バス（日野・ポンチョ、日野・リエッセ、トヨタ・コースター）が使用される。車両のデザインはかつては数種類存在したが、糸島市発足後、現在では黄色地に糸島市のマスコットキャラクター「いとゴン」と糸島市の市花であるハマボウの花のイラストを入れたデザインに統一されている。

## オンデマンドバス
2021年3月、高齢者や移動困難者への移動手段提供を目的としたオンデマンドバス「よかまちみらい号」の運行を開始した。使用車両は8人乗りのハイエース、アイシン精機が提供するデマンド型交通サービス「チョイソコ」を採用している。